# Station Skærbæk
Station Skærbæk is een station in Skærbæk   in de gemeente Tønder in het uiterste zuiden van Denemarken. Het station wordt bediend door de trein van Esbjerg naar Tønder. Op werkdagen rijdt ieder uur een trein in beide richtingen. 